# 亨里希·亚戈达
亨里希·格里戈里耶维奇·雅戈达（羅馬化：Genrikh Grigorʼyevich Yagoda；1891年11月7日—1938年3月15日），苏联政治人物，他在1934年至1936年期间担任内务人民委员，1938年被枪决。

## 生平
亨里希·格里戈里耶维奇·雅戈达于1891年11月7日出生于俄罗斯帝国的雷宾斯克的一个犹太人家庭，全家八位子女。母亲为制表匠的女儿（辛比尔斯克人）。父亲为珠宝商（和雅科夫·斯维尔德洛夫的父亲为表兄弟关系），祖父为来自波兰普沃茨克的退休士兵。后来，雅戈达娶了斯维尔德洛夫姐姐的女儿伊达·阿维尔巴赫。出生后第二年全家迁往下诺夫哥罗德（在雅戈达出生前一年，全家刚从乌里扬斯克搬到雷宾斯克）。他在1907年以无政府主义者的身份参与革命，并加入了俄国社会民主工党。1912年5月因盗窃和窝藏赃物在莫斯科被捕。一战期间应征入伍（他有一个哥哥因拒绝服役被处决）。1918年，雅戈达进入契卡在彼得格勒的分支机构工作。1923年担任国家政治保卫局第二副主席，并开始与斯大林靠近。
1929年，雅戈达曾被卷入布哈林事件中，在加米涅夫提交的记录中显示反对斯大林一派曾称“雅戈达和特里利塞尔是我们的人”，导致特里利塞尔和雅戈达也受到牵连，被要求向斯大林和中央监察委员会的奥尔忠尼启则做出解释。雅戈达承认曾经常与李可夫在李可夫私人住所会面。
1934年5月10日，国家政治保卫总局局长维亚切斯拉夫·缅因斯基去世，1934年7月10日，国家政治保卫总局被并入内务人民委员部，雅戈达就任内务人民委员。1934年12月1日，列宁格勒市委书记基洛夫遇刺身亡，在斯大林的授意下，雅戈达发动了大清洗运动，他和安德烈·维辛斯基紧密合作，组织了第一次莫斯科审判，季诺维也夫、加米涅夫等老布尔什维克被定罪枪决。

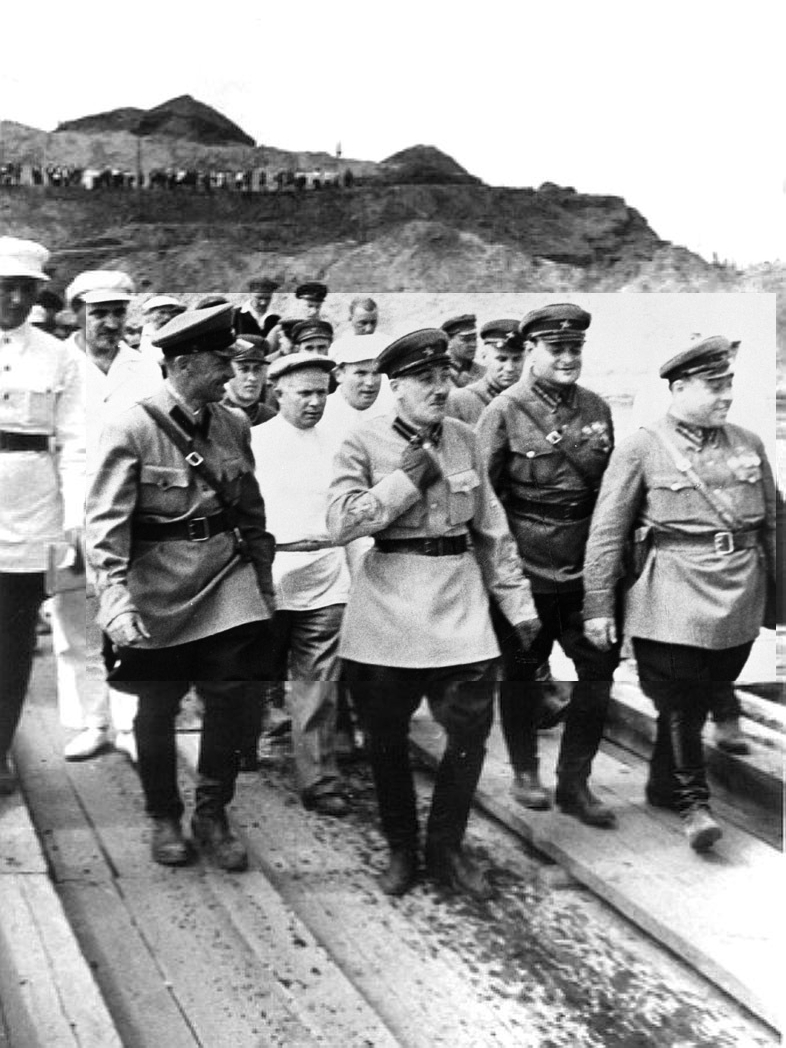
亨里希·雅戈达视察由劳改犯修建的莫斯科-伏尔加运河，其身后是尼基塔·赫鲁晓夫。

1936年8月，米哈伊尔·托姆斯基在得知自己将被以反革命的罪名起诉而自杀。自杀前，他通过其妻告发雅戈达曾促使他走上反对派道路。9月，雅戈达被转任邮电人民委员，叶若夫接替他担任内务人民委员。1937年，雅果达被捕，并被指控为人民公敌、纳粹德国间谍、托洛茨基主义分子和阴谋篡权者，他同其他20人被送上第三次莫斯科审判的法庭之上。1938年，他被定罪枪决，由原下属瓦西里·米哈伊洛维奇·布洛欣执行。
2015年4月，俄羅斯聯邦最高法院駁回了為雅戈达平反的要求。

## 生活
雅戈达在莫斯科科穆纳尔卡的达恰（别墅）后成为内务人民委员会大规模处决犯人的行刑地科穆纳尔卡射击场。